# アール・クラーク
アール・ラシャード・クラーク  (Earl Rashad Clark  ,  1988年1月17日 - )は、アメリカ合衆国・ニュージャージー州プレインフィールド出身のバスケットボール選手。ポジションはパワーフォワード。 

## 来歴
2006年からルイビル大学で3年間プレーし、2009年のNBAドラフトにアーリーエントリーを表明。14位という評価を受けフェニックス・サンズから指名され入団。しかしルーキーシーズンの2009-10シーズンは、アマレ・スタウダマイアーらの影に隠れ、51試合の出場で平均2.7得点で終了。
2010年12月16日、ヴィンス・カーター、ヒド・ターコルー、ジェイソン・リチャードソン、マルチン・ゴルタットが絡んだ大型トレードでオーランド・マジックに移籍。
2012年8月10日、ドワイト・ハワードを中心とした4チーム間トレード (フィラデルフィア・76ers、デンバー・ナゲッツ、ロサンゼルス・レイカーズ、マジック) で、レイカーズに移籍。レイカーズではハワード、パウ・ガソルらの控え役として重宝され、59試合の出場で平均7.3得点を記録するも、シーズン終了後はクオリファイング・オファーの提示はなく、完全FAとなった。
2013-14シーズンはクリーブランド・キャバリアーズでプレーするも、トレード期限日にフィラデルフィア・76ersに放出され解雇。後にニューヨーク・ニックスと契約し、残りシーズンを過ごした。
2014-15シーズンは、メンフィス・グリズリーズとヒューストン・ロケッツのシーズンキャンプに参加するも、いずれも解雇され、ロケッツを解雇後、傘下のリオグランデバレー・バイパーズに送還。12月に山東高速金星籃球倶楽部と契約。中国リーグ終了後にブルックリン・ネッツと契約し、残りシーズンを過ごした。
2015-16シーズンはデラウェア・87ersなどでプレー。2016年8月10日、ベシクタシュJKと契約した。